# Benno Bardi
Benno Bardi (Königsberg ara Kaliningrad, 16 d'abril de 1890 - Londres, 10 d'octubre de 1973) fou un crític musical i compositor alemany.
Estudià en la Universitat de Könisberg i Berlín; després fou director d'orquestra a Saarbrücken. El 1918 fundà la Konzertveiren al Groos-Berlín. Va posar música a diverses obres de Hauptmann (1919) i també va fer un refós de Fatme, de Flotow (1925).
A més se li deuen:
- Aegyptische Suite (1926);
- Bimala, eine heit. Sp, nach Halévys. Mus. (1927);
- Gechichte d. Kom. Oper zur Zeit Wagners (1927), etc.

Beni era maçó i experimentà, durant una reunió de la Gran Lògia d'Hamburg a Emser Strasse, el 7 de juliol 1933, un atac per part de la SA. Per aquest motiu, el 27 de juliol de 1933 va marxar de Berlín, i a través de Praga i Belgrad va arribar a Egipte, país on ja havia estat anteriorment. La seva esposa, que va ser detinguda breument per la Gestapo, primer va romandre breument a Berlín, i més tard el va seguir a Egipte.
Beni moriria a Londres el 10 d'octubre del 1973.